# Bandera de Montclar
La bandera oficial de Montclar té actualment la següent descripció: 
Bandera apaïsada, de proporcions dos d'alt per tres de llarg, verd fosc, amb la creu llatina patent blanca de l'escut, d'alçària 5/6 de la del drap i d'amplària, l'exterior d'1/12 de la llargària del drap i la inferior d'1/24 de la mateixa llargària, al centre, i amb dos pals blancs, cadascun de gruix 1/24 de la mateixa llargària, posats respectivament a 5/24 de les vores de l'asta i del vol.
La creu llatina patent blanca és un dels senyals més antics del municipi, i els dos pals blancs, col·locats un a cada costat de la creu representen l'espasa, atribut de sant Martí i la fletxa, atribut de sant Sebastià, els quals es troben presents a l'escut.

## Història

Antiga bandera oficial de Montclar

El disseny antic fou aprovat inicialment 9 de juny de 2006 i es publicà en el DOGC el 30 de juny del mateix any amb el número 4666 amb la següent descripció:
Bandera apaïsada, de proporcions dos d'alt per tres de llarg, bicolor horitzontal vermell i verd fosc, amb la creu llatina patent blanca de l'escut, d'amplària exterior 1/12 de la llargària del drap i interior 1/24 de la mateixa llargària, al centre, i amb dos pals blancs, cadascun de gruix 1/24 de la mateixa llargària, posats respectivament a 5/24 de les vores de l'asta i del vol.
El Ple de la Corporació el dia 7 de febrer de 2007, l'Ajuntament de Montclar va acordar iniciar un expedient de modificació de la bandera del seu municipi la qual fou aprovada el 7 de febrer de 2009 i es publicà en el DOGC l'1 de març del mateix any amb el número 5577.